# Great Wratting
Great Wratting est un village et une paroisse civile du Suffolk, en Angleterre.